# Helsingør VK
Helsingør VK (danska: Helsingør Volleyball Klub) är en volleybollklubb i Helsingör, Danmark. Klubben grundades 1968 som Helsingør KFUM Volleyball Klub och var då del av KFUK-KFUM.
Klubbens storhetstid var under senare halvan av 1970-talet och större delen av 1980-talet. Herrlaget kom femma i cupvinnarcupen 1977/1978. Damlaget vann samtliga nio danska mästerskap under perioden 1978-1987, de vann också danska cupen åtta gånger under samma period. Efter den framgångsrika perioden blev verksamheten mindre och klubben hade i många år svårt att överleva.